# Cis fallax
Cis fallax är en skalbaggsart som beskrevs av Perkins 1900. Cis fallax ingår i släktet Cis och familjen trädsvampborrare. Inga underarter finns listade i Catalogue of Life.